# УР-100
УР-100 (Індекс ГРАУ — 8К84, за класифікацією НАТО — SS-11 mod.1 Sego) — ракета легкого класу, створювалася як засіб швидкого й відносно недорогого нарощування чисельності угрупування міжконтинентальних балістичних ракет (МБР) СРСР і забезпечення кількісного паритету з угрупуванням МБР США. Формальний початок робіт зі створення ракети був даний державною постановою від 30 березня 1963 р. Головним розробником було визначено ОКБ-52 (ЦКБМ).
УР-100 являла собою двохступінчату ракету з поперечним поділом і моноблочною головною частиною. На обох ступенях баки окислювача та палива мали суміщене дно, що зменшувало габарити та масу ракети. Крім цього, верхнє дно баку окислювача першого ступеня було виконане у формі зрізаного конуса, поверненого всередину бака. В утворений верхній об'єм входило сопло маршового двигуна другого ступеня. На першому ступені було встановлено 4 хитних РРД, вперше виконаних за замкнутою схемою (з допалюванням генераторного газу в камері згорання), на другій — однокамерний маршовий РРД відкритої схеми і чотирьохкамерний рульовий РРД. Розділення ступенів здійснювалось за допомогою спеціальних твердопаливних двигунів. На ракеті використовувалась повністю автономна система керування, що забезпечувала політ ракети за наперед розрахованою траєкторією. Система керування також забезпечувала здійснення автоматичного дистанційного контролю за станом ракети в пусковій установці, а також автоматичну підготовку і пуск ракети.
Ракета могла оснащуватись головною частиною одного з двох типів: легкою для стрільби на міжконтинентальну дальність і важкою для стрільби на середню дальність. При потужності заряду 1,1 Мт і відносно невисокої точності (КВО 1,4 км), ракета могла бути використана лише проти слабко захищених цілей.
Ракета розміщувалась у шахтній пусковій установці (ШПУ), конструкція якої була суттєво спрощена і здешевлена в порівнянні з ШПУ більш ранніх комплексів. Шахта закривалася захисним спорудженням — плоским зсувним дахом із пневматичним приводом.
Ракета вперше експлуатувалася спільно з транспортно-пусковим контейнером (ТПК). Ракета повністю збиралась і встановлювалась у ТПК на заводі-виробнику і в контейнері доставлялась на стартовий комплекс. При установці в ШПУ контейнер підвішувався на опорних кронштейнах за 4 опорних вузли на верхній кромці. Потім відбувалося заправлення ракети через передбачені на ТПК роз'єми, після цього ракета і контейнер ампулізувались і після цього знаходились у постійній високій готовності до пуску.
При зберіганні ракети агрегати двигунів ізолювались від компонентів палива мембранними клапанами, що забезпечувало їхнє зберігання при довгостроковому знаходженню ракети в заправленому стані.
Льотно-конструкторські випробування ракети УР-100 проводилися на 5-му НДВП Байконур з 19 квітня 1965 р. по 27 жовтня 1966 р. Перший пуск із шахтної ПУ відбувся 17 липня 1965 р. На озброєння ракета була прийнята 21 липня 1967 року, тобто одночасно з Р-36. Перші три полки з ракетами УР-100 заступили на бойове чергування 24 листопада 1966 року в Красноярську, Бершеті (поблизу Звьоздного, Пермський край) і Дров'яній. 
Надалі було проведено модернізацію ракети. Модернізована ракета отримала назву УР-100М.
Ракета УР-100 стала наймасовішою з усіх прийнятих на озброєння РВСП міжконтинентальних балістичних ракет. З 1966 по 1972 роки було розгорнуто 990 пускових установок цих ракет.
У середині 1970-х років значна частина ракет УР-100 була замінена модернізованими ракетами УР-100К і УР-100У. У ході розгортання ракет УР-100К/УР-100У, в 1974 році УР-100 була знята з озброєння.

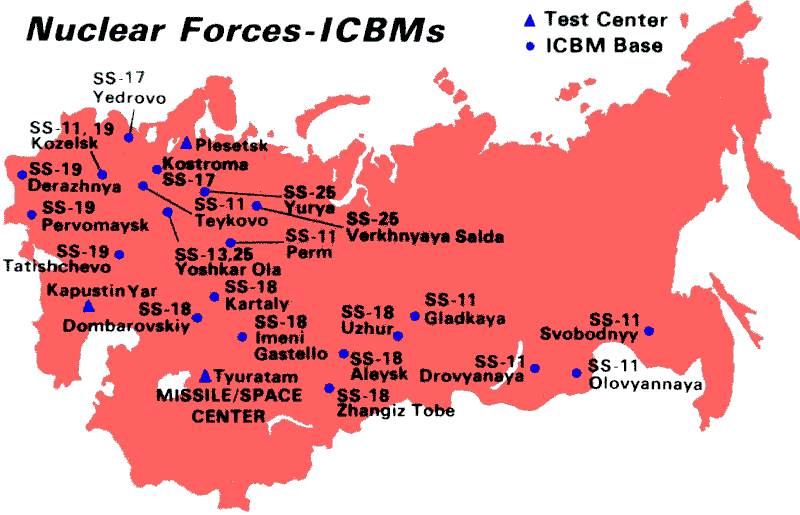
Карта МО США

## Місце дислокації дивізій
- Озерний, Тверська область
- Кострома
- Козельськ
- Тейково
- Татіщево, Саратовська область
- Бершеть, Пермська область
- Хмельницький — з 01.12.1969 р.
- Первомайськ, Миколаївська область — з 15.10.1969 р.
- Дров'яна, Читинська область
- Свободний
- Красноярськ
- Олов'яна, Читинська область
- Ленінськ

## Тактико-технічні характеристики
- Основні характеристики
  - Максимальна дальність: 10600—12000 км
  - Точність (КВО): 1,4 км (граничне відхилення — 5 км [відповідно КВО = 2,2 км])
- Массо-габаритні характеристики
  - Довжина: 16,7 м
  - Діаметр: 2,0 м
  - Маса: 42,3 т
    - Із них паливо: 40,3 т
- Двигун
  - Ступені: 2
  - Паливо: рідке, Несиметричний диметилгідразин/Азотний тетраоксид
  - 1-й ступінь
    - Час роботи ≈ 100 с
    - Тяга ДУ р. моря/вакуум: 784/876 кН (80/89 тс)
    - Питомий імпульс ДУ р. моря/вакуум: 274/312 с (2744/3067 м/с)

  - 2-й ступінь
    - Час роботи ≈ 160 с
    - Тяга ДУ в вакуумі: 149 кН (15 тс)
    - Питомий імпульс ДУ в вакуумі: 326 с (3200 м/с)
- Головна частина
  - Бойових блоків: 1
  - Тип ГЧ: моноблочна
  - Потужність заряду: 0,5 або 1,1 Мт
- Система управління: автономна, інерціальна
- Способ базування: шахтний
- Тип старту: газодинамічний